# Lizard
Lizard (с англ. — «Ящерица») — третий студийный альбом группы King Crimson, вышедший в 1970 году. Диск записан переходным составом, никогда не выступавшим на концертах. Это первый и единственный альбом, представивший бас-гитариста и вокалиста Гордона Хаскелла и ударника Энди Маккаллоха как официальных членов коллектива. Кроме того, это первый альбом группы без Грега Лейка и единственный альбом King Crimson, в записи которого принимал участие Джон Андерсон — вокалист группы Yes.
В 2009 году альбом был переиздан с многоканальным (5.1) звуком в формате DVD-Audio и добавлением трёх дополнительных треков. Над миксом работал Стивен Уилсон из группы Porcupine Tree.

## История
После завершения работы над альбомом In the Wake of Poseidon из группы ушли вокалист Грег Лейк и ударник Майкл Джайлз, и Роберт Фрипп был поставлен перед проблемой срочно найти новых музыкантов.
Новым вокалистом группы стал Гордон Хаскелл, с которым Фрипп учились в одном классе средней школы им. Королевы Елизаветы в Уимборне близ Борнмута и играл в местной группе под названием The League of Gentlemen. Эта забытая в настоящее время группа существовала в первой половине и середине 1960-х годов и записала лишь один сингл (в 1980 году Фрипп использовал то же название для своего нового коллектива). После того как Хаскелл исполнил вокальную партию в композиции «Cadence and Cascade» в альбоме In the Wake of Poseidon, Фрипп предложил ему стать официальным участником King Crimson для записи альбома Lizard взамен Грега Лейка, ушедшего в только что созданную группу Emerson, Lake & Palmer.
В качестве полноценных участников также были приглашены саксофонист и флейтист Мэл Коллинз и ударник Энди Маккаллох. Коллинз ранее принимал участие в записи альбома In the Wake of Poseidon, а Маккаллох сотрудничал с King Crimson впервые. Lizard стал единственным альбомом King Crimson с его участием, по мнению музыкального критика Брюса Эдера (Bruce Eder), это была наиболее запоминающаяся работа Маккаллоха.
Кроме полноценных участников группы, для записи альбома были приглашены дополнительные музыканты: известный джазовый пианист Кит Типпетт, участвовавший также в записи предыдущего альбома, и вокалист Джон Андерсон из группы Yes, а также представлявшие медные и деревянные духовые секции Робин Миллер, Марк Чариг и Ник Эванс. Впоследствии Андерсон вспоминал, что он впервые услышал King Crimson в клубе в Лондоне, где они исполняли свой альбом In the Court of the Crimson King «так идеально, как будто в студии». «Несколько месяцев спустя Боб Фрипп связался со мной и попросил спеть песню «Prince Rupert», и я сказал: «Хорошо, я очень рад это сделать».

## Об альбоме
В альбоме Lizard органично смешаны джаз, классика и рок. В рецензии, написанной почти полвека спустя после выхода альбома, музыкальный критик Дэйв Линч (Dave Lynch) отмечает, что хотя Lizard (вместе со следующим за ним альбомом Islands) часто рассматривается как переходная работа на пути группы от стиля, заложенного в In the Court of the Crimson King и In the Wake of Poseidon, к трилогии Larks' Tongues in Aspic —  Starless and Bible Black — Red, есть много поклонников группы, которые ставят Lizard на вершину всего записанного наследия группы, и не без оснований.
Роберт Фрипп был недоволен альбомом, называя его «неслушабельным», а его поклонников — «весьма странными». Его восприятие изменилось после прослушки многоканального ремикса альбома, выполненного Стивеном Уилсоном для юбилейного переиздания: «Впервые я услышал Музыку в музыке».

### Обложка
Оформление внешней части обложки, стилизованное под средневековые миниатюры, выполнено художницей Джини Баррис (Gini Barris) по заказу Питера Синфилда. Внутренняя часть состоит из текстов песен и другой информации, напечатанных на мраморном узоре, приписываемом компании Koraz Wallpapers, которой в то время управлял бойфренд Баррис.
В интервью Баррис сказала, что обложка Lizard была одной из её первых работ с тех пор, как она изучала графику в Центральной школе искусств и дизайна в Лондоне. Она связалась с Синфилдом, услышав, что ему нужен художник для создания обложки альбома, и предложила создать средневековые миниатюры, которые очень любила, на что Синфилд согласился. Баррис вспоминала, что она черпала вдохновение для свой работы из иллюстрированного Евангелия из Линдисфарна и Великолепного  часослова герцога Беррийского.

### Музыка и тексты
Альбом открывается композицией «Cirkus» («Цирк»). Она начинается спокойными словами в исполнении Хаскелла перед грозной темой, играемой Фриппом на меллотроне. Слова чередуются с этой темой. Также песня включает в себя искусную игру Фриппа на акустической гитаре и саксофонное соло Коллинза. Вместе с запоминающейся поэзией Синфилда в композиции нарастает какофоническая кульминация.
Две следующих песни, «Indoor Games» («Комнатные игры») и «Happy Family» («Счастливая семья»), необычны и полны злого юмора — первая со словами, восхваляющими гедонизм, а вторая с текстом о распаде The Beatles. Участники The Beatles изображены в тексте «Happy Family» как Иуда (Пол Маккартни), Руфус (Ринго Старр), Сила (Джордж Харрисон) и Иона (Джон Леннон). Голос Хаскелла искажён на обеих композициях, и они разделены звуком безудержного смеха Хаскелла. Его смех, как он позднее объяснял, был вызван тем, что он находил слова нелепыми — пример его отношения к лирике Синфилда.
«Lady of the Dancing Water» — короткая лирическая песня, текст и музыка которой обладают средневековой атмосферой в традициях композиций «Moonchild» (альбом In the Court of the Crimson King) и «Cadence and Cascade» (альбом In the Wake of Poseidon). Примечательна игрой Мела Коллинза на флейте.
Альбом завершается длинной одноимённой композицией-пьесой «Lizard» (самая длинная композиция, когда-либо записанная King Crimson в студийном альбоме). Пьеса разделена на несколько частей и даже подчастей. Основной мотив пьесы — повествование о принце Руперте, который сражается в эпической битве.
Первая часть пьесы — «Prince Rupert Awakes» («Пробуждение принца Руперта»), в ней лидирует высокий вокал Джона Андерсона (его единственный вклад в записи King Crimson). Эта часть чередуется с искренней и возвышенной поэзией и весёлыми народными хорами с аплодисментами. Два стиля позже соединяются в воодушевлённый бессловесный хор, который переходит в следующую часть — «Bolero — The Peacock’s Tale». В этой части достигается кульминация джазового звучания с преобладанием духовых инструментов. Третья, кульминационная и самая длинная часть пьесы — «Battle of Glass Tears» («Битва стеклянных слёз») имеет прямое отношение к реальному событию английской гражданской войны — битве при Несби, в которой королевская кавалерия под командованием принца Руперта потерпела сокрушительное поражение от армии круглоголовых. Эта часть в свою очередь состоит из трёх композиций: «Dawn Song», «Last Skirmish», «Prince Rupert’s Lament». Четвёртая, заключительная часть пьесы — «Big Top» — состоит из стилизованной ярмарочно-карнавальной музыки, которая под конец убыстряется и постепенно затихает.

## Список композиций
Автор музыки: Роберт Фрипп, автор текстов Питер Синфилд

### сторона А
1. «Cirkus» — 6:27
включает:
  - «Entry of the Chameleons»
2. «Indoor Games» — 5:37
3. «Happy Family» — 4:22
4. «Lady of the Dancing Water» — 2:47

### сторона Б

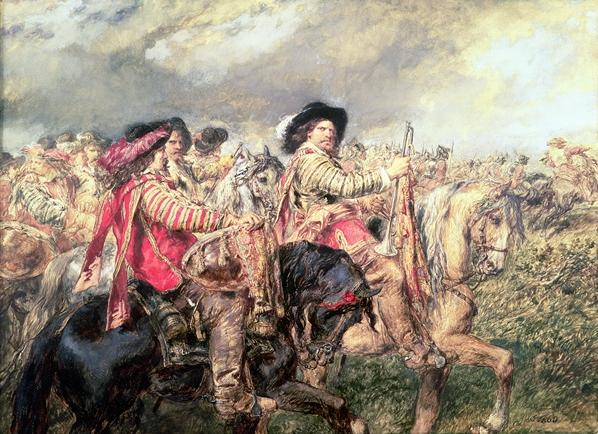
Джон Джильберт. «После битвы при Нейзби 1645 г.» Акварель, 1860 г.

1. «Lizard» — 23:15
включает:
  1. «Prince Rupert Awakes»
  2. «Bolero: The Peacock’s Tale»
  3. «The Battle of Glass Tears»
    1. «Dawn Song»
    2. «Last Skirmish»
    3. «Prince Rupert’s Lament»

  4. «Big Top»

## Участники записи
- Роберт Фрипп — гитара, меллотрон, клавишные;
- Гордон Хаскелл — бас-гитара, вокал;
- Мэл Коллинз — саксофон, флейта;
- Энди Маккаллох — ударные;
- Питер Синфилд — тексты, VCS3.

Приглашённые музыканты
- Кит Типпетт — фортепиано, электрофортепиано;
- Робин Миллер — гобой, английский рожок;
- Марк Чариг — корнет;
- Ник Эванс — тромбон;
- Джон Андерсон — вокал (5-я композиция, часть 1 — Prince Rupert Awakes).

Другие
- Робин Томпсон (Robin Thompson) — инженер;
- Джефф Уоркмэн[англ.] (Geoff Workman) — инженер звукозаписи.